# Baldwin (Louisiana)
Baldwin és una població dels Estats Units a l'estat de Louisiana. Segons el cens del 2000 tenia 2.497 habitants.

## Demografia
Segons el cens del 2000, Baldwin tenia 2.497 habitants, 777 habitatges, i 607 famílies. La densitat de població era de 901 habitants/km².
Dels 777 habitatges en un 36,2% hi vivien nens de menys de 18 anys, en un 47% hi vivien parelles casades, en un 25,9% dones solteres, i en un 21,8% no eren unitats familiars. En el 18,5% dels habitatges hi vivien persones soles el 7,2% de les quals corresponia a persones de 65 anys o més que vivien soles. El nombre mitjà de persones vivint en cada habitatge era de 2,99 i el nombre mitjà de persones que vivien en cada família era de 3,41.
Per edats la població es repartia de la següent manera: un 30,1% tenia menys de 18 anys, un 9,9% entre 18 i 24, un 28,6% entre 25 i 44, un 22,3% de 45 a 60 i un 9,1% 65 anys o més.
L'edat mediana era de 33 anys. Per cada 100 dones de 18 o més anys hi havia 101,2 homes.
La renda mediana per habitatge era de 23.272 $ i la renda mediana per família de 25.606 $. Els homes tenien una renda mediana de 28.938 $ mentre que les dones 16.494 $. La renda per capita de la població era de 10.118 $. Entorn del 28,1% de les famílies i el 31,8% de la població estaven per davall del llindar de pobresa.

## Poblacions més properes
El següent diagrama mostra les poblacions més properes.